# Tião Neto
Sebastião Costa Carvalho Neto, conhecido como Tião Neto (Rio de Janeiro, 1931 – Niterói, 13 de junho de 2001) foi um baixista e produtor musical brasileiro. Tião Neto já tocou com os cantores consagrados da música popular brasileira, entre eles, Tom Jobim, João Gilberto e Sérgio Mendes, acompanhando-os como músico de apoio.